# Zugsicherung mit Linienleiter 1990

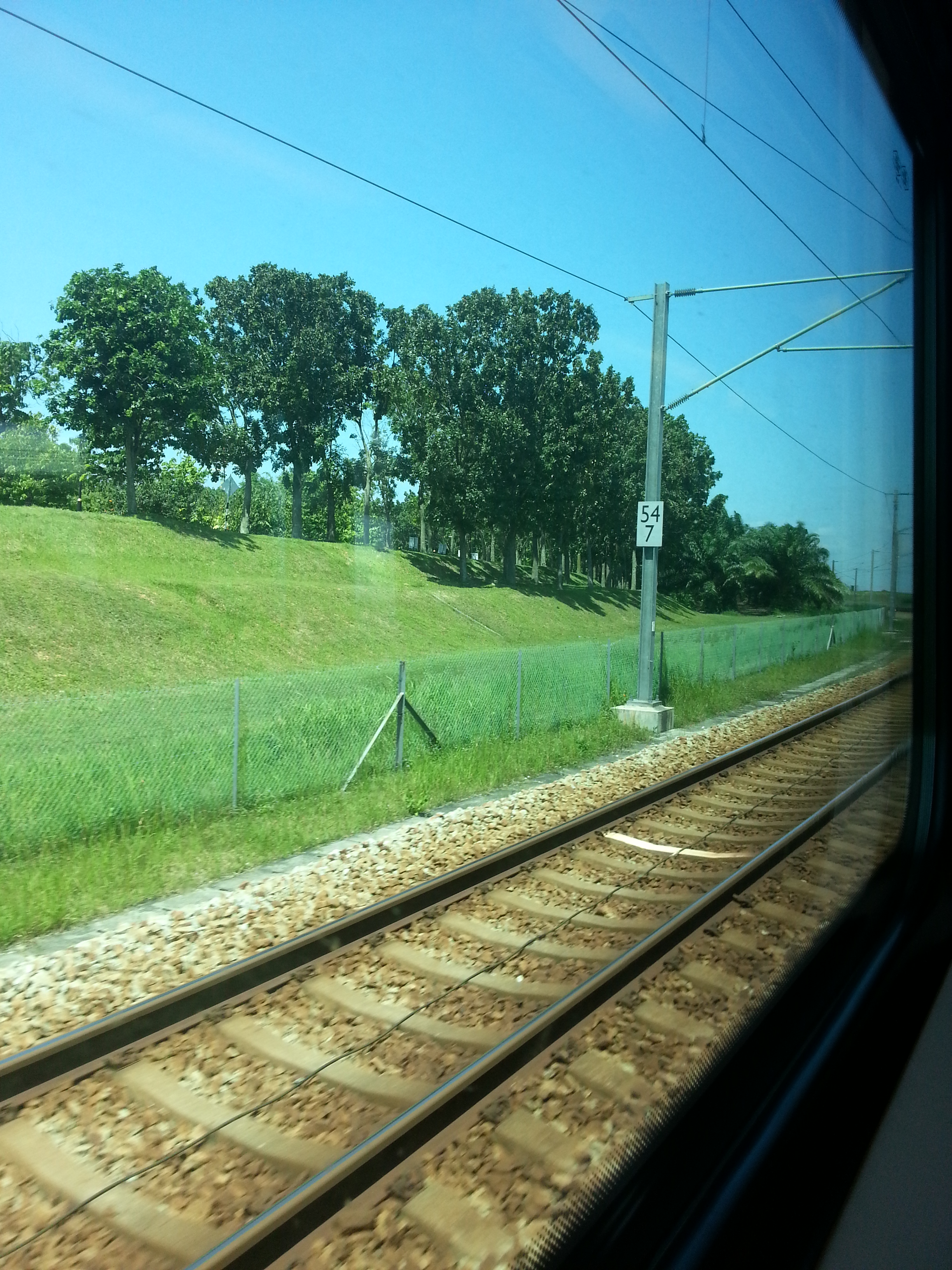
ZSL-90 auf dem KLIA Ekspres in Kuala Lumpur

Die Zugsicherung mit Linienleiter 1990, Systembezeichnung des Herstellers ZSL-90, ist ein Zugsicherungssystem der Eisenbahn, bei dem die Zugfahrt kontinuierlich hinsichtlich Geschwindigkeit und Beachtung von Signalaufträgen überwacht wird. 

## Entwicklung
Eine Unfallserie beim RBS und anderen Schmalspurbahnen der Schweiz zeigte, dass das verwendete Zugsicherungssystem ungenügend war; insbesondere fand keine Überwachung des Bremsweges statt. Ab 1989 wurde daher von den Meterspurbahnen Lausanne–Echallens–Bercher-Bahn, Forchbahn, Regionalverkehr Bern–Solothurn und Wynental- und Suhrentalbahn in Zusammenarbeit mit dem BAV die Entwicklung eines Signalsystems mit Bremsüberwachung für Schmalspurbahnen mit hohem Verkehr eingeleitet. 
Es sollte als System zur kontinuierlichen Geschwindigkeitsüberwachung auf dem Gesamtnetz einer Bahn aufgebaut sein, ohne dass dabei das ganze Netz mit einem Linienleiter ausgerüstet werden muss. Dies kann dadurch erreicht werden, dass die fixen Streckendaten in einer Datenbank auf dem Fahrzeug gespeichert werden. Nur dort, wo variable Informationen (Signalstellungen, Weichenstellungen etc.) übertragen werden müssen, ist ein Linienleiter verlegt (z. B. Bahnhofsbereich). Eine weitere wesentliche Anforderung an das System war zudem die sofortige Übertragung einer Fahrtbegriffshochschaltung («Hochsignalisieren»).
Die Firma Integra Signum wurde schliesslich mit der eigentlichen Entwicklung des Systems für die vier o. g. Bahnen beauftragt.

## Funktionsweise
Es handelt sich bei ZSL-90 um ein abschnittsweises Linienleitersystem, das im Mischbetrieb mit Lichtsignalen betrieben wird. Systemseitig werden dabei vier verschiedene Streckenausrüstungsarten unterschieden:
A-BereichMit Linienleiter ausgerüsteter Streckenabschnitt
B-BereichStreckenabschnitt ohne Linienleiter aber mit Geschwindigkeitsüberwachung (v variabel)
C-BereichStreckenabschnitt ohne Linienleiter aber mit Geschwindigkeitsüberwachung (v konstant)
D-BereichStreckenabschnitt ohne Linienleiter, ausgerüstet einem kompatiblen, punktförmig wirkenden Beeinflussungssystem (s. u.)
Die streckenseitige Ausrüstung ist dezentral an den einzelnen Stellwerken angeordnet und besteht aus folgenden Teilkomponenten:
- Stellwerksrechner (2v3-Konfiguration) zur Umsetzung der Stellsignale in Datentelegramme
- Bediengerät zur Eingabe von temporären Geschwindigkeitseinschränkungen und zur Anzeige von Störungen
- Sender zur Modulierung der Telegrammdaten auf den Linienleiter
- Linienleiterschleife mit einer Länge von bis zu 3 km
- (optional) Modem, um weiter entfernte Linienleiter anzusteuern

Der Linienleiter ist nur im Bereich veränderlicher Streckendaten erforderlich. In der Regel handelt es sich dabei um Bahnhofsbereiche vom Einfahrvorsignal bis zum Einfahrvorsignal der Gegenrichtung. Auch wird generell systemseitig keine ununterbrochene Übertragung vorausgesetzt, was insbesondere die Ausrüstung von Weichenbereichen deutlich vereinfacht. In nicht mit einem Linienleiter ausgerüsteten Abschnitten greift das Fahrzeuggerät automatisch auf fest einprogrammierte Streckendaten zurück. Diese umfassen die zulässige Höchstgeschwindigkeit, das Vorhandensein von Kurven und den Standort von Eichpunkten (s. u.).
Der fahrzeugseitige Systemteil setzt sich aus folgenden Komponenten zusammen:
- Antenne für den Empfang der Telegramme
- Empfänger für Eichpunkte
- Wegimpulsgeber
- Zugdateneingabegerät
- Anzeigegerät, entweder in Form einer digitalen Balkenanzeige oder über Zeigerinstrumente
- Fahrzeugrechner (in 2v3-Konfiguration)

Die Eichpunkte zur Kalibrierung der Ortung bestehen aus den von Integra-Signum bekannten Permanentmagneten.  Sie finden sich zumeist in der Nähe von Lichtsignalen.
Im Gegensatz zu anderen linienförmigen Systemen (z. B. LZB, SELCAB) ist kein Beschleunigungsmesser verbaut, sondern Gleit- und Schleudervorgänge werden algorithmisch im Fahrzeugrechner herausgefiltert. Dessen Software wurde in Modula-2 geschrieben.
Vor Beginn einer Fahrt müssen seitens des Triebfahrzeugführers über das Eingabegerät folgende Daten eingegeben werden:
- Bremsart
- Bremshundertstel
- Zuglänge
- Höchstgeschwindigkeit
- (optional und nur betrieblich relevant) Führernummer

Von dem Fahrzeugrechner werden anschliessend folgende Parameter überwacht:
- Signalstellungen
- Zulässige Höchstgeschwindigkeit auf allen Streckenelementen
- Langsamfahrstellen
- Manöverfahrten

Die Fahrzeugeinrichtung kann neben der Geschwindigkeitsüberwachung auch noch die Funktion eines automatischen Zugblockes übernehmen. Von dieser Möglichkeit wird beim Betreiber RBS Gebrauch gemacht. Solange selbige Funktionalität jedoch nicht verwendet wird, ist auch ein Mischbetrieb mit Fahrzeugen ohne ZSL-90 möglich. Dies ermöglicht eine etappenweise Ausrüstung von Strecken, ist aber grundsätzlich aus Sicherheitsgründen nicht zu empfehlen.
Als Besonderheit dieses Systems muss die Überwachung der Rangierfahrten hervorgehoben werden. Im Gegensatz zu anderen Sicherungssystemen bleibt die ZSL im Rangiermodus aktiv und es kann dadurch eine Gefährdung von Zugfahrten durch Rangierfahrten minimiert werden.
Verzichtet wurde bei ZSL-90 auf eine Datenübermittlung in Richtung vom Fahrzeug zum Stellwerk. Für die Ermittlung des Standorts eines Zuges stehen damit nur die klassischen Einrichtungen wie Achszähler und Gleisstromkreise zur Verfügung.
Das Fahrzeuggerät kann neben ZSL-90 auch die Daten der punktförmig wirkenden Sicherungssysteme ZSI-90 und ZST-90 verarbeiten (sog. D-Bereich, s. o.).

## Einsatzorte
Nach einigen kleineren Erprobungen im Jahr 1991 fand der erste Testeinsatz dieses Systems ab dem Frühjahr 1993 auf der RBS im Bahnhof Grafenried statt. Ab 1994 kamen Einsätze mit aktivierter Schnellbremsfunktion auf dem Netz der FB hinzu.
Das System wird mittlerweile beim RBS, der FB und der WSB produktiv eingesetzt; ferner beim Flughafen-Express KLIA Ekspres in Kuala Lumpur.